# Pāṇini
Pāṇini (in sanscrito पाणिनि; IPA [ˈpɑːɳɪnɪ]; fl. VI-V secolo a.C.) è stato un grammatico indiano che visse nel Gandhāra.
Famoso per la sua grammatica sanscrita, particolarmente per la sua formulazione delle 3 959 regole della morfologia sanscrita nella grammatica conosciuta come Aṣṭādhyāyī ("Gli otto capitoli"). La grammatica di Pāṇini segna convenzionalmente la fine del sanscrito vedico e l'inizio del sanscrito classico.

## Datazione
Non c'è niente di certo sulla vita di Pāṇini, nemmeno il secolo in cui visse (visse quasi certamente dopo il VII secolo a.C. e prima del III secolo a.C.). Secondo la tradizione, nacque a Shalatula, vicino al fiume Indo, nel Regno di Gandhāra (ora in Pakistan). La sua grammatica definisce il sanscrito classico, quindi Pāṇini, per definizione, visse alla fine del periodo vedico: rileva alcune regole speciali, chiamate chandasi (negli inni), dove racconta di alcune forme delle scritture Vediche che sono cadute nell'uso quotidiano nella lingua parlata del suo tempo, fatto che indica che il sanscrito vedico era già arcaico, ma ancora comprensibile.
Un importante indizio sulla datazione di Pāṇini è l'occorrenza della parola yavanānī ("scrittura greca"). Siccome i greci, nel Gandhara, non erano conosciuti prima delle conquiste di Alessandro Magno nel 330 a.C., se si pensa che Pāṇini sia vissuto prima di tale data bisogna supporre che egli, pur ignorando l'esistenza dei greci, abbia usato una parola che era un prestito dell'antico persiano yauna; in questo caso Pāṇini potrebbe anche essere stato un contemporaneo di Dario il Grande, che regnò dal 521 al 485/6 a.C., come alcuni hanno ipotizzato.
La scrittura apparve però per la prima volta in India nella forma della scrittura Brāhmī a partire dal V secolo a.C. nel Tamil Nadu, ben lontano dal Gandhāra, mentre la presenza della scrittura non è documentata nell'India del nord prima del III secolo a.C. e molti studiosi sono dell'opinione che un lavoro della complessità di quello compiuto da Pāṇini, con le sue 3.959 regole morfologiche, espresse al più in 4.000 versi, sia difficilmente realizzabile senza l'uso della scrittura.
I sostenitori della datazione alta sostengono però che Pāṇini potrebbe aver composto la sua grammatica con l'aiuto di un numeroso gruppo di studenti, la memoria dei quali avrebbe potuto essere usata come sostitutiva di appunti scritti.

## La grammatica
La grammatica sanscrita di Pāṇini è divisa in quattro parti:
- Shiva Sutras (fonologia)
- Aṣṭādhyāyī (morfologia)
- Dhatupatha (radici delle classi verbali)
- Ganapatha (classi delle primitive derivazioni nominali)

## Pāṇini e la linguistica moderna
Pāṇini, e poi il linguista indiano Bhartrihari, possono aver avuto una significativa influenza in molte delle idee principali  proposte da Ferdinand de Saussure, professore di sanscrito, che è largamente considerato il padre della linguistica moderna. Noam Chomsky ha sempre riconosciuto l'influenza di Pāṇini nella sua nozione moderna di un'esplicita grammatica generativa.
Pāṇini usa metaregole, trasformazioni e regole ricorsive.  Le grammatiche BNF usate per descrivere i moderni linguaggi di programmazione hanno significative somiglianze con le regole di grammatica di Pāṇini. Il suo lavoro è stato perciò considerato precursore della moderna teoria del linguaggio formale e dell'uso del computer. Le grammatiche paniniane sono state inventate anche per altre lingue.

## Il vocabolario di Pāṇini
Mentre il lavoro di Pāṇini è puramente grammaticale e lessicografico, le deduzioni culturali e geografiche possono essere mostrate dal vocabolario che usa negli esempi, e dai suoi riferimenti agli altri grammatici.
Il concetto di Dharma è attestato nella sua frase d'esempio dharmam karoti, cioè "colui che rispetta la legge".